# Willem van Steenree
Willem o Joris o Sjors van Steenree, o Stenree (Utrecht, 1600 – Utrecht, 1648), è stato un pittore olandese del secolo d'oro.

## Biografia
Studiò a Utrecht presso Cornelis van Poelenburch, di cui era nipote, o cugino di sua moglie, Jacomina van Steenree.
Il suo stile si rifà a quello del maestro, di cui può considerarsi un seguace.